# Schalk Verhoef
Schalk Verhoef (ur. 5 sierpnia 1935 w Rotterdamie, zm. 18 stycznia 1997 tamże) – holenderski kolarz szosowy, brązowy medalista szosowych mistrzostw świata.

## Kariera
Największy sukces w karierze Schalk Verhoef osiągnął w 1957 roku, kiedy zdobył brązowy medal w wyścigu ze startu wspólnego amatorów podczas mistrzostw świata w Waregem. W zawodach tych wyprzedzili go jedynie Belgia Louis Proost oraz Włoch Arnaldo Pambianco. Był to jednak jedyny medal wywalczony przez Verhoefa na międzynarodowej imprezie tej rangi. Ponadto wygrał między innymi Acht van Chaam wśród amatorów w 1954 roku oraz Ronde van Zeeland amatorów w 1957 roku. W 1955 roku zdobył mistrzostwo Holandii w wyścigu ze startu wspólnego amatorów. Nigdy nie wystąpił na igrzyskach olimpijskich. Jako zawodowiec startował w 1958-1961.